# Ornithion brunneicapillus
El mosquerito coronipardo (Ornithion brunneicapillus) es una especie de ave paseriforme de la familia Tyrannidae perteneciente al género Ornithion. Es nativo del este de América Central y del norte y noroeste de América del Sur.

## Nombres comunes
Se le denomina también atrapamoscas gorro pardo (en Venezuela), tiranolete gorripardo (en Ecuador y Panamá), tiranuelo cejón (en Colombia), mosquerito gorricafé (en Costa Rica) o atrapamoscas de gorro castaño,

## Distribución y hábitat
Se distribuye por la pendiente caribeña de Costa Rica, por Panamá al sur hasta el norte y oeste de Colombia, oeste de Ecuador (hasta El Oro), y localmente en el oeste y norte de Venezuela (al este hasta el sur de Miranda). Recientemente registrado en el sur de Nicaragua.
Esta especie es considerada bastante común en sus hábitats naturales: el dosel y los bordes de selvas húmedas tropicales hasta los 1200 m de altitud.

## Sistemática

### Descripción original
La especie O. brunneicapillus fue descrita por primera vez por el ornitólogo estadounidense George Newbold Lawrence en 1862 bajo el nombre científico Tyrannulus brunneicapillus; su localidad tipo es: «Istmo de Panamá».

### Etimología
El nombre genérico neutro «Ornithion» en griego significa ‘pequeña ave’ (diminutivo de «ornis» que significa ‘ave’); y el nombre de la especie «brunneicapillus» se compone de las palabras del latín «brunneus»  que significa ‘pardo’, y «capillus» que significa ‘de gorra’.

### Taxonomía
Anteriormente fue considerada conespecífica con Ornithion semiflavum y ambas fueron separadas en un género Microtriccus; pero se diferencian en el plumaje, la vocalización y el hábitat, además, aparentemente no intergradan donde sus zonas se sobreponen en Costa Rica. La subespecie descrita O. b. dilutum Todd, 1913, no se distingue de la nominal. Es monotípica.